# Пасіг
Пасіг (тагал. Lungsod ng Pasig), — високоурбанізоване місто 1-го класу в Національному столичному регіоні Філіппін. За даними перепису населення 2020 року, його населення становить 803 159 осіб.
Він розташований уздовж східного кордону Національного столичного регіону з провінцією Рісаль, місто поділяє свою назву з річкою Пасіг. У місті розташована римо-католицька єпархія Пасіг, розташована в соборі Пасіг, пам’ятці, побудованій приблизно в той же час, коли місто було засновано в 1573 році.

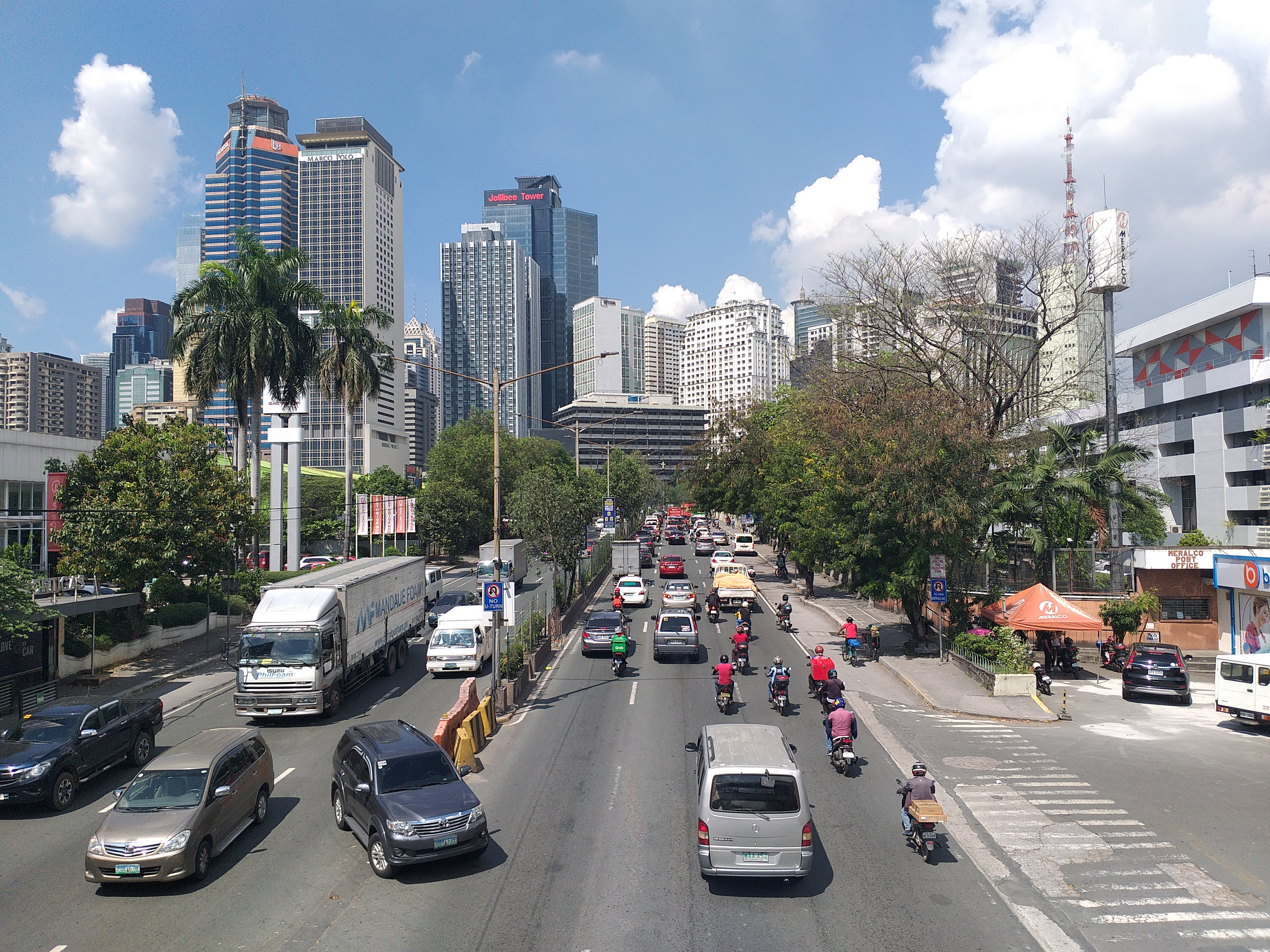
Вид на діловий район Ортігас Центр

Пасіг раніше був частиною провінції Рісаль до утворення Національного столичного регіону.

## Географія
Пасіг межує на заході з Кесон-Сіті і Мандалуйонг; на північ Марікіною; на південь - Макаті, муніципалітет Патерос і Тагіг; і на схід муніципалітетами Каїнта і Тайтай у провінції Рісаль.
Через нього протікає річка Пасіг і утворює її південно-західний і південно-східний кордони з Макаті та Тагігом відповідно, а річка Марікіна утворює її західний кордон із Кесон-Сіті. Штучна водопровідна дорога Манггахан, побудована в 1986 році, починається від її впадіння в річку Марікіна на північному сході.

### Барангаї

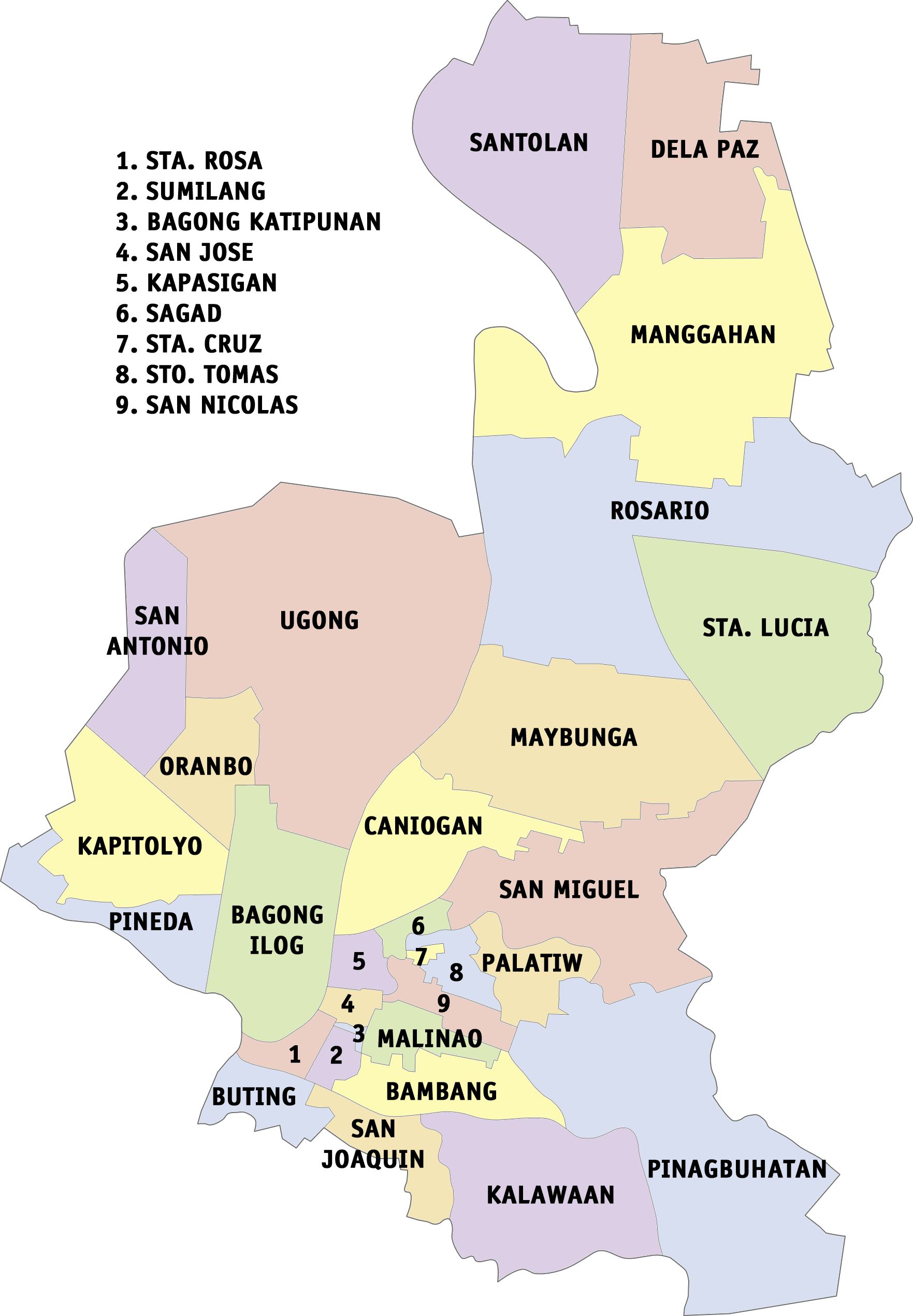
Політична карта Пасіга

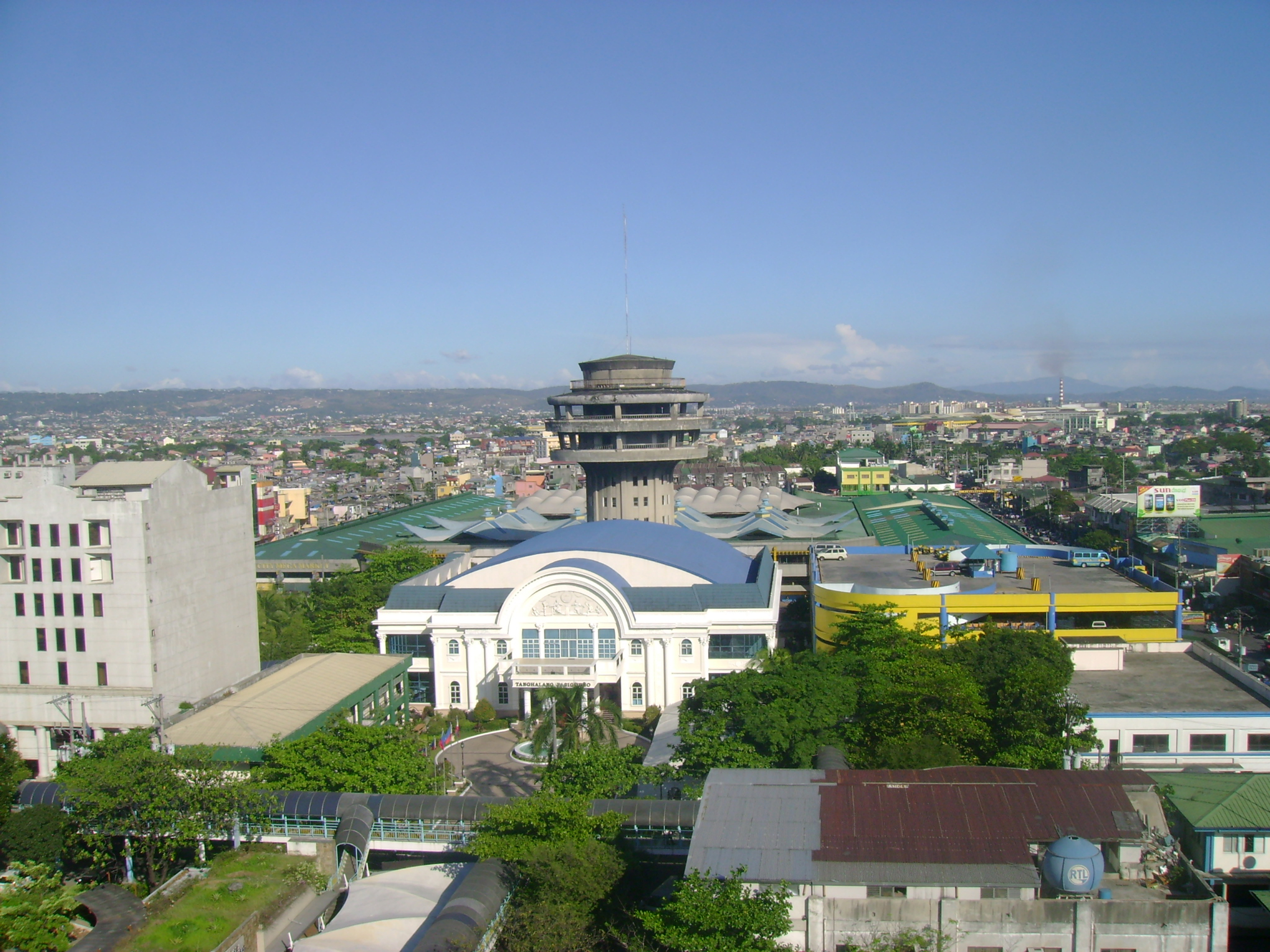

Пасіг політично поділений на 30 барангаїв. Його барангаї згруповані у два райони для представництва міської ради. Перший район охоплює південну та західну частини міста, а другий – північну та східну частини. Серед цих барангаїв 27 розташовані на північній стороні або правому березі річки Пасіг, а 3 (Бутінг, Сан-Хоакін і Калаван) розташовані на південному або лівому березі річки.

### Клімат
Сухий сезон триває з листопада по квітень, а вологий сезон починається в травні і триває до листопада. Вологий сезон досягає свого піку в серпні місяці. Максимальна кількість опадів у Мунтінлупі зазвичай випадає з червня по вересень. Середньорічна кількість опадів становить 2 014,8 міліметра з максимальною кількістю опадів 420,0 міліметрів у липні та низькою 26,9 міліметрів у квітні. Найвища температура припадає на квітень і травень (34 градуси за Цельсієм), а найнижча – на січень і лютий (24 градуси за Цельсієм).
Філіппіни, завдяки своєму географічному положенню, є однією з азійських країн, які часто страждають від тайфунів. Він розташований у межах так званого «поясу тайфунів». Як правило, сезон тайфунів починається з червня і закінчується в листопаді.

## Демографія
Приріст населення Пасіга стабільно вищий за середній по області. Таким чином, відсоткова частка Пасіга в загальній чисельності населення Національного столичного регіону значно зросла. Його частка зросла з менш ніж 3% у 1960 році до 4,5% у 1980 році, а потім майже до 6% у 2015 році.

## Релігія
Римо-католицька єпархія Пасіга була заснована в 2003 році Папою Іваном Павлом II як єпархія Католицької церкви на Філіппінах з парафією Непорочного Зачаття (Пасігський собор) як місцем перебування.

## Уряд

#### Місцевий уряд

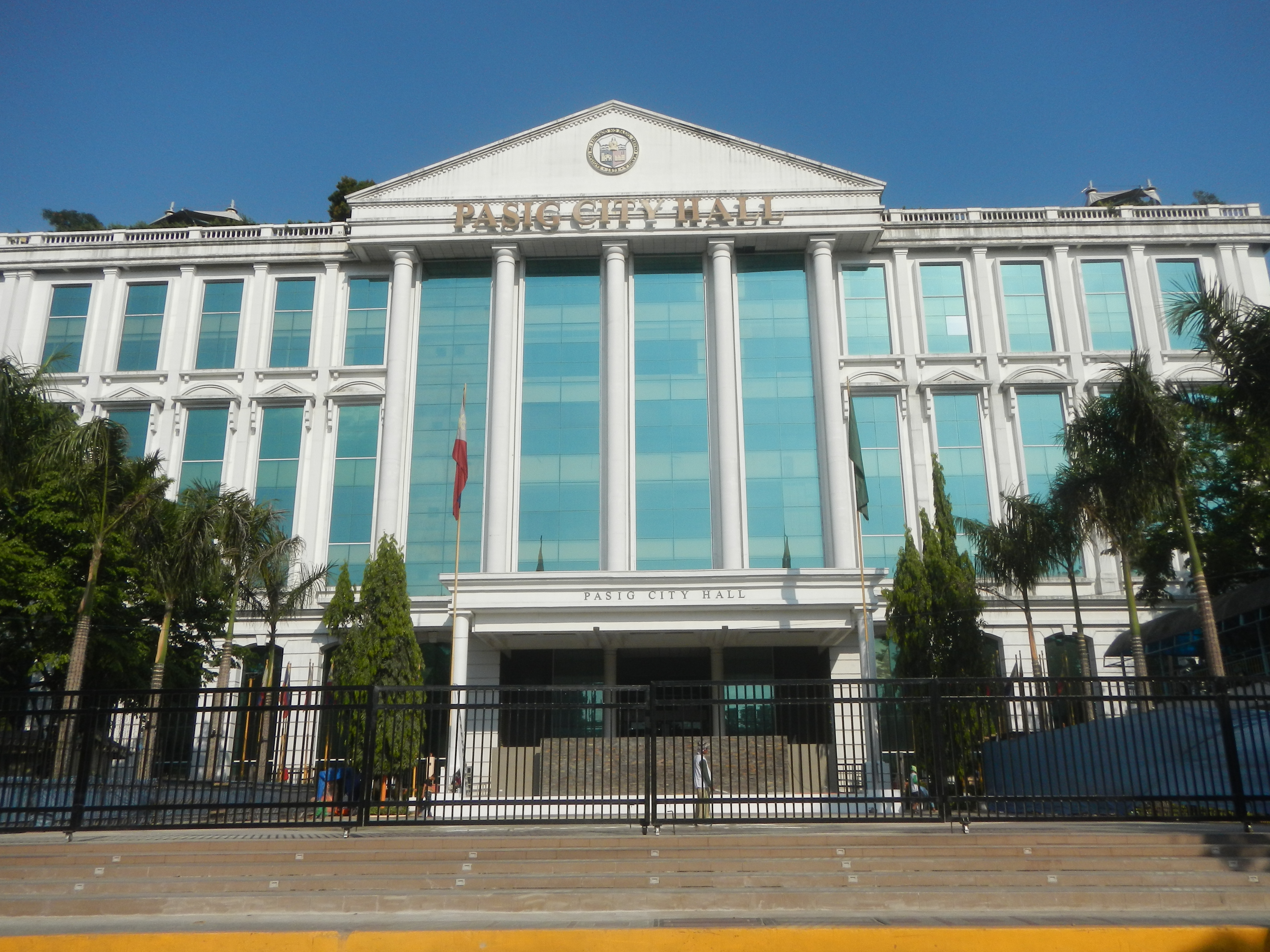
Міська рада Пасіга

Містом керують міський голова, віце-мер і депутати міської ради. Міський голова є головою виконавчої влади міста, а депутати міської ради є його законодавчим органом. Віце-мер, окрім виконання обов’язків міського голови у разі тимчасової вакансії, виконує функції голови законодавчого органу міста.

## МІста-побратими
Марікіна, Філіппіни
 Саус-Сан-Франциско, США
 Маруґаме, Японія